# Sepioloidea pacifica
Sepioloidea pacifica е вид главоного от семейство Sepiadariidae.

## Разпространение
Видът е разпространен в Нова Зеландия (Северен остров и Южен остров) и Чили (Великденски остров).